# Luis Coloma Roldán
Luis Coloma Roldán (Jerez de la Frontera, 9 de gener de 1851 - Madrid, 10 juny de 1915), conegut també com el pare Coloma, va ser un escriptor, periodista i jesuïta espanyol. En la seva faceta d'autor de literatura infantil i juvenil va crear el personatge del Ratoncito Pérez.

## Biografia
Va ser fill d'un cèlebre metge, Ramón Coloma Garcés casat en segones noces amb Concepción Roldán. Als dotze anys va entrar a l'Escola Naval preparatòria de San Fernando (1863), però ho va deixar per llicenciar-se en Dret en la Universitat de Sevilla coincidint amb la transcendental revolució de 1868, cap a la qual va mantenir una actitud hostil que reflectiria en els seus escrits. D'aquesta època data la seva amistat amb Fernán Caballero, ja anciana llavors, sobre la qual escriuria uns Recuerdos. Després es va traslladar a Madrid, on treballa com passant en el bufet de l'advocat Hilario Pina. Va començar a freqüentar tertúlies elegants i a col·laborar en diferents periòdics defensant la Restauració dels Borbó (El Tiempo. Periódico político de la tarde de Madrid i El Porvenir de Jerez).
Una greu ferida en el pit en 1872, quan netejava un revòlver, va afermar la seva decisió de dedicar-se al sacerdoci en la Companyia de Jesús i va marxar a França amb l'ordre de fer allí el noviciat; va ingressar en 1873 en el seminari de Châteaux de Poyanne, a Landes, on romandrà fins a 1877. En 1874 és ordenat dins de la Companyia de Jesús. De tornada a Espanya se li va destinar a tasques educatives en centres de Sevilla, Galícia, Múrcia i Madrid. No per això va abandonar el periodisme i es va consagrar completament a la literatura. Va passar del costumisme i els relats curts de les seves Lecturas recreativas (1884) a la sàtira social de la novel·la Pequeñeces (1891), que es considera la seva obra mestra. L'aparició d'aquest treball, primer per lliuraments en la revista bilbaïna dels jesuïtes El Mensajero del Sagrado Corazón de Jesús durant els mesos de gener de 1890 a març de 1891, i aquest últim any en dos volums, va suscitar una gran revolada, en associar-se alguns dels seus personatges amb éssers d'existència real, però també per la pintura d'una alta societat viciosa i mundana, la noblesa col·laboracionista amb l'adveniment del règim liberal de la Restauració. L' Heraldo de Madrid va obrir un concurs d'opinions sobre Pequeñeces i durant quinze dies va estar publicant crítiques i errònies interpretacions que van molestar en gran manera a l'autor i a la Companyia i el van impulsar a conrear des de llavors temes menys polèmics. A favor de l'autor es va declarar Emilia Pardo Bazán en la seva revista Nuevo Teatro Crítico, lloant el realisme naturalista del seu text però censurant l'integrisme de l'autor. Entre les crítiques adverses va destacar la de Juan Valera, qui evidentment picat per l'èxit de Pequeñeces, assenyala amb ironia suposades contradiccions del novel·lista a l'hora de moralitzar en Currita Albornoz al padre Luis Coloma; es va fer cèlebre una frase seva en aquest sentit:
| « | La novel·la hagués estat millor sense ser sàtira, i la sàtira millor sense ser novel·la, i el sermó encara millor si no hagués estat ni novel·la ni sàtira. | » |

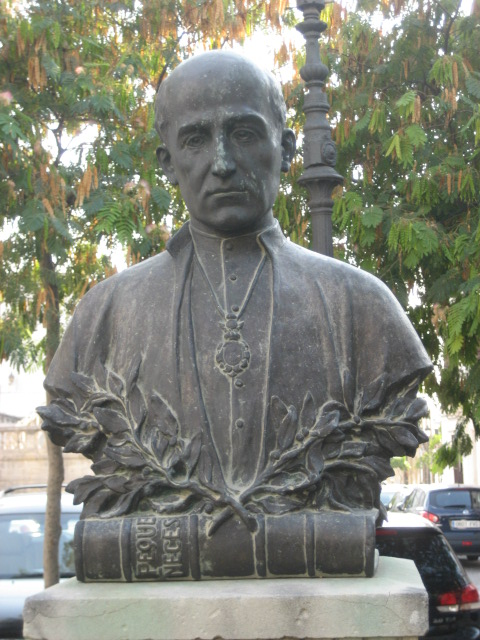
Bust

El periodista Manuel Martínez Barrionuevo (1857-1917) publicà contra aquesta obra Un libro funesto: Pequeñeces, del Padre Coloma (Barcelona, 1891), fullet que va tenir tant èxit com la mateixa novel·la, reimprimint-se vuit vegades, i Mariano de Cavia li va dedicar també algunes ironies. L'autor publicà després Retratos de antaño (1895), una sèrie d'evocacions històriques, entre 1895 i 1896 la primera part de Boy, que no va aconseguir continuació; La reina mártir (1898), biografia novel·lada de Maria Stuard; Jeromín, (1902), novel·la històrica sobre Joan d'Àustria, que va explicar durant el franquisme amb una adaptació cinematogràfica a càrrec de Luis Lucia; El marqués de Mora (1903), biografia novel·lada d'un il·lustrat espanyol, etc. També són interessants els seus Recuerdos de Fernán Caballero (1910), una autora a la que Coloma imità d'antuvi. No deixàde col·laborar en la premsa, en especial a La Ilustración Católica (1877...), Razón y Fe y El Mundo de los Niños (1891), publicant-hi nombrosos relats fantàstics i infantils. El clergue liberal José Ferrándiz el va acusar de mala gramàtica i d'haver-se convertit en un més en els salons de la noblesa que tant detestava:
| « | Li van dedicar a servir a la Companyia precisament entre l'aristocràcia. Ell personifica el tipus del jesuïta malalt de professió, que per estar sempre delicat, li senten millor els menjars dels magnats que el del refetor conventual; necessita cures, repòs, atmosfera tèbia i aigües termals, això sens falta. A Coloma podríem anomenar-lo el jesuïta dels balnearis distingits: allí fa jesuitisme com els viatjants l'article del seu comerç. (...) Arribada l'època, surt per Alzola, per exemple, on estiuegen la comtessa de Nalgares, la marquesa de Casa Melamenando i la senyora i senyoretes del banquer Agarramendi. (...) A Madrid no fa vida conventual; un duc li cedeix habitació i li posa taula en el seu palau; allí està regalat al príncep: entra, surt, rep a les seves relacions, menja fora, si el conviden, i torna a l'hora que vol. José Ferrándiz, Sotanas conocidas, 1913, p. 93-94. | » |

Va entrar en la Reial Acadèmia de la Llengua Espanyola el 1908 i va morir el 1915.

## Ratoncito Pérez

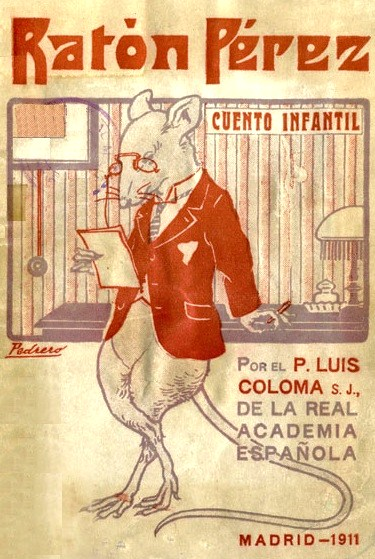
Portada d'edició de 1911

A la fi del segle xix li van demanar al pare Coloma des de la cort que escrivís un conte quan a Alfons XIII, que llavors tenia 8 anys, li va caure una dent. Al jesuïta li va venir al cap la història del Ratoncito Pérez, protagonitzada pel Rei Buby, que era com la Reina Maria Cristina anomenava al seu fill. Des de llavors el Ratoncito Pérez és un personatge molt popular entre els nens espanyols i hispanoamericans, als quals posa un regal sota el coixí quan els cau una dent.

## Adaptacions al cinema
El cinema espanyol de l'era franquista va ser prolífic a adaptar les obres de Coloma, encara que existeix algun antecedent: Boy de Benito Perojo –pel·lícula de 1926– que roman com un dels clàssics menors del cinema mut espanyol. A part de l'adaptació d'aquesta història en els anys 1940 dirigida per Antonio Calvache (1940), i la de Jeromín per Luis Lucia Mingarro, destaca la reeixida producció de Cifesa Pequeñeces (1950) de Juan de Orduña amb Aurora Bautista, Jorge Mistral i Sara Montiel, entre d'altres. En 2006 va ser portada a la pantalla gran Pérez, el ratoncito de tus sueños, de Juan Pablo Buscarini.

## Obres
- Obra completa, Madrid: Editorial Razón y Fe, 1942, 19 vols.: 2 novelas, 41 relatos cortos, 6 biografías históricas, un discurso académico y dos libros religiosos.
- Solaces de un estudiante (Cuadro de costumbres españolas) (1871), prólogo de Cecilia Böhl de Faber. Se reeditó con el mismo título (Madrid: Bruno del Amo, 1910)
- Colección de lecturas recreativas (1884, 1885, 1886), 1902.
- Del natural (Copias varias) (Bilbao: Administración de El Mensajero del Corazón de Jesús, 1888)
- Pequeñeces (1890-1891)en "El Mensajero del Corazón de Jesús"
- Cuentos para niños (1890)en "El Mensajero del Corazón de Jesús"
- Juan Miseria. Cuadro de costumbres populares (Madrid, Imprenta católica de Adolfo Ruiz de Castroviejo 1893)
- Retratos de antaño (Cuadros biográficos del siglo XVIII) (1893)
- Boy (1895-1896)
- La reina mártir (1898), biografía de María Estuardo.
- Jeromín (1902), novela dialogada sobre la vida de Juan de Austria.
- El marqués de Mora (1903), biografía de un ilustrado español.
- Recuerdos de Fernán Caballero (1910)
- Fray Francisco (1911), biografía del cardenal Francisco Jiménez de Cisneros.